# Billy Fiske
William Meade Lindsley Fiske III (conocido como Billy Fiske; 4 de junio de 1911-17 de agosto de 1940) fue un deportista estadounidense que compitió en bobsleigh en las modalidades cuádruple y quíntuple. Participó en dos Juegos Olímpicos de Invierno en los años 1928 y 1932, obteniendo dos medallas, oro en Sankt Moritz 1928 y oro en Lake Placid 1932.

## Palmarés internacional
| Juegos Olímpicos | Juegos Olímpicos             | Juegos Olímpicos | Juegos Olímpicos |
| Año              | Lugar                        | Medalla          | Prueba           |
| ---------------- | ---------------------------- | ---------------- | ---------------- |
| 1928             | Sankt Moritz (Suiza)         | Medalla de oro   | Quíntuple        |
| 1932             | Lake Placid (Estados Unidos) | Medalla de oro   | Cuádruple        |